# Contea di Wayne (Michigan)
Wayne è una contea dell'area sud-orientale dello Stato del Michigan, negli Stati Uniti.

## Geografia fisica
La contea a est si affaccia sul lago St. Clair e sul Detroit River che segnano il confine con la provincia canadese dell'Ontario.
La contea ha una estensione di 1.741 km² di cui oltre l'8% è costituito da acque. Il territorio è prevalentemente pianeggiante e in larga parte urbanizzato. I fiumi della contea defluiscono verso il Detroit River e il lago St. Clair a est. A sud scorre il fiume Huron che segna parte del confine meridionale. Nell'area centrale scorre il fiume Rouge (River Rouge) che prima di sfociare nel Detroit River attraversa l'area metropolitana di Detroit.
Varie isole fanno parte della contea, tra cui la principale è Grosse Ile.
La città di Detroit è posta a est sul Detroit River ed è la città più popolosa dello Stato.

### Contee confinanti
- Contea di Oakland - nord
- Contea di Macomb - nord-est
- Contea di Lambton (Ontario, Canada) - est
- Contea di Essex (Ontario, Canada) - sud-est
- Contea di Monroe - sud
- Contea di Washtenaw - ovest

## Storia
I primi europei a penetrare nella regione furono i francesi che nel 1701 fondarono un insediamento sul sito dell'attuale città di Detroit, chiamato Fort Pontchartrain du Détroit. Il forte fu conquistato dagli inglesi guidati dal maggiore Robert Rogers nel 1760 nel corso della guerra dei sette anni. Nel 1763 il forte fu attaccato dagli indiani nel corso della rivolta guidata da Pontiac. Dal 1805 al 1847 Detroit fu la capitale del Michigan e si sviluppò come uno dei principali centri industriali degli Stati Uniti.
La contea venne istituita nel 1796 e fu una delle prime contee del Territorio del Nord-Ovest. Fu chiamata Wayne in onore del generale Anthony Wayne. Aveva a quel tempo una estensione molto maggiore di quella attuale che gradualmente si è ridotta con la colonizzazione e la divisione amministrativa del territorio del nord-ovest.

## Città

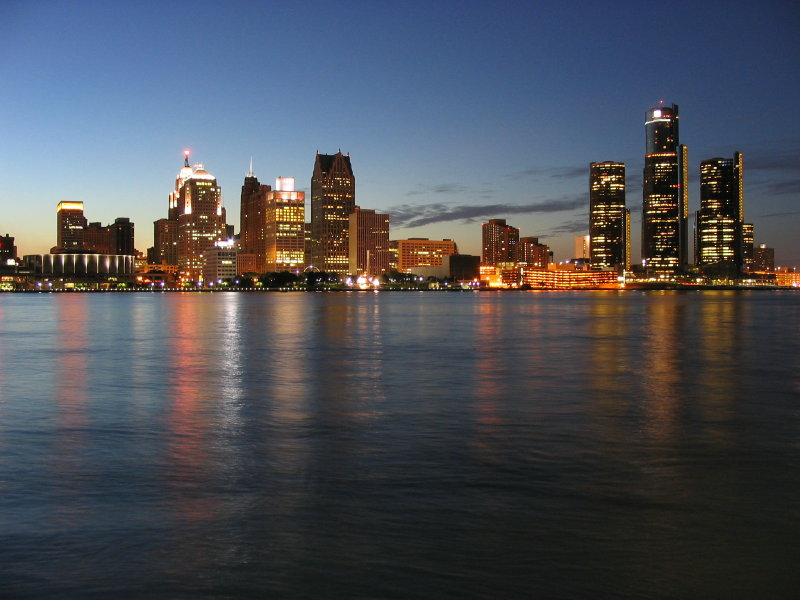
Panorama di Detroit vista da Windsor in Canada

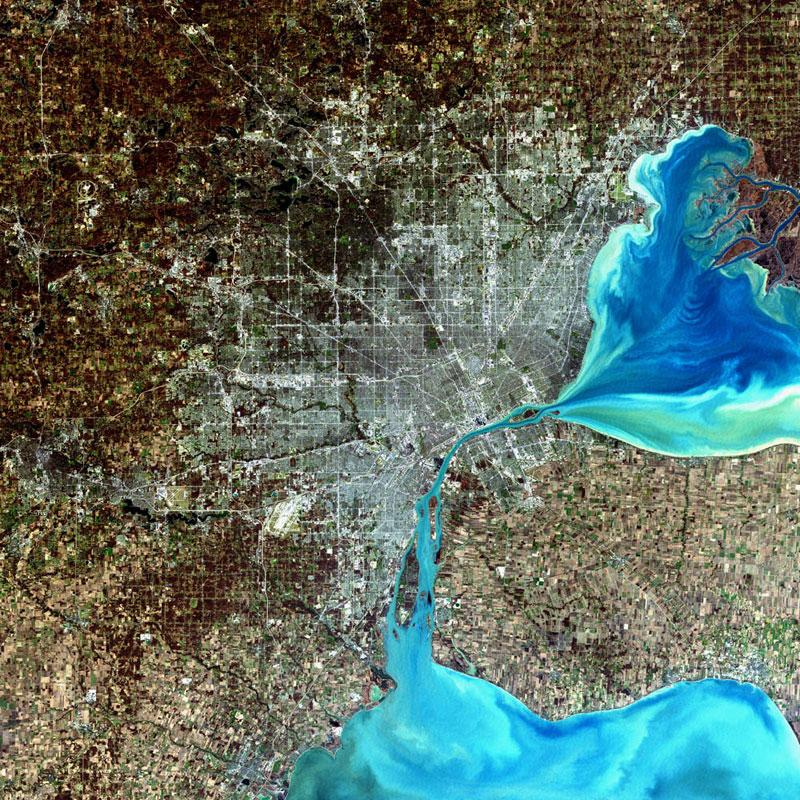
Veduta satellitare del territorio della contea alla sinistra del Detroit River. Chiaramente visibili sono l'area metropolitana di Detroit e l'isola Grosse Ile.

- Allen Park
- Belleville
- Dearborn Heights
- Dearborn
- Detroit
- Ecorse
- Flat Rock
- Garden City
- Gibraltar
- Grosse Pointe Farms
- Grosse Pointe Park
- Grosse Pointe Woods
- Grosse Pointe
- Hamtramck
- Harper Woods
- Highland Park
- Inkster
- Lincoln Park
- Livonia
- Melvindale
- Northville
- Plymouth
- River Rouge
- Riverview
- Rockwood
- Romulus
- Southgate
- Taylor
- Trenton
- Wayne
- Westland
- Woodhaven
- Wyandotte

### Townships
- Brownstown Township
- Canton Charter Township
- Grosse Ile Township
- Grosse Pointe Township
- Huron Charter Township
- Northville Charter Township
- Plymouth Township
- Redford Charter Township
- Sumpter Township
- Van Buren Charter Township